# Polydektes
Polydektes (altgriechisch Πολυδέκτης Polydéktēs, deutsch ‚der Viel-Empfänger‘) ist in der griechischen Mythologie der König von Seriphos, der von Perseus versteinert wird.
Als Bruder oder Halbbruder von Diktys – „dem Netzmann“ (Fischer), der die Arche, in die Perseus und seine Mutter Danaë von deren Vater Akrisios eingeschlossen wurden, an den Strand zieht – stellt er Danaë nach. Diktys und der heranwachsende Perseus wissen sie jedoch zu beschützen. Zum Schein will er schließlich um Hippodameia werben und veranstaltet ein Gastmahl (eranos), zu dem die Eingeladenen ein Pferd als Gastgeschenk mitzubringen haben, damit er gegenüber den anderen Mitbewerbern nicht zurückfalle. Dabei weiß er wohl, dass Perseus weder ein Pferd noch das Geld hat, sich eines zu beschaffen. Als ihm der jugendliche Perseus etwas tollkühn – oder unbedacht! – anbietet, er möge etwas anderes benennen, und sei es das Haupt der Gorgone Medusa, willigt Polydektes schnell ein, wohl wissend, dass die Medusa jeden versteinert, der sie erblickt.
Perseus gelingt es, mit Hilfe der Göttin Athene diese Aufgabe zu erfüllen und das geforderte Geschenk tatsächlich herbeizuschaffen. Polydektes und die Umstehenden wollen ihm aber nicht glauben, so dass Perseus das Medusenhaupt ein weiteres und letztes Mal aus der Tasche zieht. Seither zeigt man den Besuchern der Insel diesen Kreis von Felsen bzw. gilt Seriphos als eine der steinigsten Inseln der Ägäis.
Nach einer anderen Version heiratet Polydektes Danaë, nachdem er sich zuvor als guter Gastgeber erwiesen hat. Als Akrisios – dem geweissagt wurde, er werde durch die Hand seines Enkels umkommen – versucht, Perseus dort eigenhändig zu töten, wird er von Polydektes daran gehindert. Dieser lässt nun alle schwören, dass keiner jemals wieder das Leben des anderen bedrohen solle. Ein Sturm verhindert allerdings die Abfahrt des Akrisios. Polydektes stirbt, und während der Begräbnisfeierlichkeiten wirft Perseus den Diskus, der Akrisios zufällig tötet.

## Radio-Feature
- Michael Köhlmeier: Klassische Sagen des Altertums. ORF 1995, Edition Radio Literatur.